# Jan Oldenburg
Jan Oldenburg, duń. Hans, (ur. 2 lutego 1455 w Aalborgu, zm. 20 lutego 1513 tamże) – król Danii w latach 1481–1513, Norwegii w latach 1483–1513 oraz Szwecji (jako Jan II) latach 1497–1501.
Syn króla Danii Chrystiana I i Doroty brandenburskiej z rodu Hohenzollernów. W okresie panowania Jana Oldenburga te trzy skandynawskie kraje połączone były unią kalmarską. Jego żoną była Krystyna saska.